# Kim Soo-Yang
Kim Soo-Yang es una deportista surcoreana que compitió en taekwondo. Ganó una medalla de plata en el Campeonato Mundial de Taekwondo de 2001 en la categoría de –47 kg.

## Palmarés internacional
| Campeonato Mundial | Campeonato Mundial   | Campeonato Mundial | Campeonato Mundial |
| Año                | Lugar                | Medalla            | Categoría          |
| ------------------ | -------------------- | ------------------ | ------------------ |
| 2001               | Jeju (Corea del Sur) | Medalla de plata   | –47 kg             |